# Бистришко бранище
Бистришко бранище е резерват в Природен парк „Витоша“. Той е един от първите резервати в България създаден през 1934 г.

## Основаване и статут
Обявен е за резерват през 1934 година с постановление на Министерския съвет от 27 октомври 1934 година когато части от Витоша са обявени за защитена територия. Целта на създаването му е запазването непроменена на растителността, която е типична за планината – вековни смърчови гори, храстова растителност и тревни площи.
През 1977 г. резерватът влиза в програмата на ЮНЕСКО – „Човек и биосфера“ и е обявен за биосферен резерват. През 2021 год. резерватът е изключен от тази програма., като причината за това остава неясна.

## Местонахождение
Намира се в най-старата защитена местност на Балканския полуостров – Природен парк Витоша, по североизточния склон на планината Витоша, на територията на Столична община. Има площ от 1061,6 хектара и обхваща водосборните басейни на реките Бистрица и Янчовска между 1430 и 2286 метра надморска височина.

## Флора
Преди смерча от 2001 г. повече от половината площ (52%) на резервата е била заета от гори, а останалата част е била заета от поляни с храстова или тревна растителност и от каменни реки. Въпреки сравнително малката площ, резерватът предлага голямо видово разнообразие (453 вида висши растения), като част от видовете са много редки. На територията на резервата се срещат 7 различни форми на обикновения смърч. Запазени са вековни смърчови дървета с височина над 25 метра. В резервата се намират находища на Жълт планински крем, Планинския минзухар и Златистата кандилка. Срещат се и редки в глобален аспект видове като Бялата мура и Трансилванската камбанка. Могат да се наблюдават 30 вида присъстващи в Червената книга на България: Планински божур (Витошко лале), Нарцисоцветна съсънка, Жълта тинтява и др. Установени са близо 100 вида мъхове.
На 22 май 2001 година силна буря (смерч) поваля 754 декара смърчова гора в резервата.
„... Запазването на естествения характер на екосистемите и процесите в тях е една от основните цели на управлението на биосферните резервати. Ето защо не се предвижда почистване и извозване на падналата дървесина. В резервата се провеждат научни изследвания“ – гласи финалният текст на табелата край резервата.
През есента на 2003 година в близост до ветровалното петно се наблюдават няколко обособени короядни петна с размер от десетки до сто и повече метра. Вредителят е известен: Ips Typographus, който нормално съществува в екосистемата, без да е заплаха за нея, но сега се е размножил неконтролируемо в повалената от вятъра дървесина.
През есента на 2004 година петната са се сляли и вече е загинала по-голямата част от гората в резервата. Говори се за 600 хектара мъртва гора. В края на 2004 година вече е засегната смърчовата популация в широк радиус извън резервата. Короядни петна масово се наблюдават на запад от резервата, до хижа Алеко и хотел Морени. Изолирани петна с десетки и стотици мъртви смърчови дървета има и на километри на запад и на изток от епицентъра на епидемията в смърчовите островчета из смесените гори в по-ниските части на планината.
РИОСВ излезе с официално становище, че решението за ненамеса в процесите в резервата е било правилно. Мъртвата дървесина трябва да остане в гората, защото тя благоприятства развитието на младия подраст, който постепенно трябва да доведе до самовъзстановяване на гората. Не се споменава за допълнителни опасности, породени от процеса на гниене, които биха могли да сполетят природния парк през това време.
Във ветровалното петно се забелязват живи млади дръвчета, част от които вероятно са там още от преди смерча. Сред унищожената от корояда гора – също. Но докато те пораснат, докато поникнат още достатъчно други и докато това се случи в цялата огромна територия, унищожена от корояда, ще минат десетилетия. Вековна гора израства за повече от век, така че ще мине доста време, докато в резервата отново има вековна гора. Тя никога няма да бъде същата, но и, в известен смисъл, ще бъде, защото ще е пак естествена. Предполага се, че бял бор, мура, а може би също и бук и някои други широколистни видове, които се срещат в околностите на резервата, ще формират смесена гора на мястото на сегашната монокултурна (смърч), но естествена такава, която датирала от около две хиляди години.
Независимо от развитието на епидемията, трябва да се осигури пълноценното възстановяване на засегнатата гора и в буферната „зона с ограничено въздействие върху околната среда“, каквато е 53% от планината. Това е от жизненоважно значение и за съхраняването на естествения характер на процесите в „зоната на стриктна защита“ на биосферния резерват, каквато е „Бистришко бранище“.
Тъй като става дума за един от основните по значение иглолистни видове във Витоша и заради огромната площ, която е засегната и която ще загине в близко време, въпросът е от изключително екологично и научно значение не само за България. По този повод в изявлението на РИОСВ се посочва, че се планира създаването на постоянна изследователска база в резервата, където заедно ще работят и български и чуждестранни учени.
Бедствието със смърча на Витоша още веднъж ни показва колко уязвима може да бъде природата. Това е още един повод да се замислим за неподозираните или недооценени опасности, много от които дължащи се и на човешкото влияние върху Биосферата на Земята като цяло.

## Фауна
Две трети от видовете безгръбначни, които се срещат на територията на парк Витоша са установени в резервата. От бозайниците се срещат благороден елен, елен лопатар, дива котка, белка, сърна, дива свиня, вълк, кафява мечка и дива коза. Разнообразен е също и птичият свят, от който се срещат сокерица, кръсточовка, елхова скатия, червенушка, глухар, кълвач и др. От установените видове птици в парка над 80% са защитени от българското законодателство.
Не е ясно какво се случва и какво ще се случи оттук нататък с фауната на резервата, след като гората, която е жизненоважна бримка от екосистемата, е унищожена по естествен начин.

## Природни забележителности
В резервата се намират уникалните не само за него, но и за целия парк каменни реки, които представляват безразборно натрупани големи скални късове с разнообразна форма.

## Пожарът през 2012 година
Пожар избухва в района на Бистришко бранище на 1 юли 2012 г. Огънят се развива на площ от около 100 дка, на 1700 – 1800 метра надморска височина. Първоначално гори предимно суха и мъртва горска растителност. Мулета и коне пренасят техниката на пожарникарите заради труднодостъпния район.